# Pintores primitivos portugueses
Pintores primitivos portugueses são um grupo de pintores portugueses de um ciclo criativo (1450-1550) iniciado por Nuno Gonçalves e depois prosseguido e consolidado pelos pintores da primeira metade do século XVI, com grande influência flamenga.
Pintores deste período:
- Nuno Gonçalves
- Vicente Gil
- Frei Carlos
- Francisco Henriques
- Mestre da Lourinhã
- Mestre do Sardoal
- Mestre dos Arcos
- Vasco Fernandes
- Gaspar Vaz
- António Vaz
- Jorge Afonso
- Gregório Lopes
- Jorge Leal
- Garcia Fernandes
- Cristóvão de Figueiredo
- Diogo de Contreiras

Este período já foi objeto de pelo menos duas grandes exposições no Museu Nacional de Arte Antiga, em Lisboa.